# Welche Farbe hat der Sonnenschein?
"Welche Farbe hat der Sonnenschein?" (em português: "De que cor é a luz do sol?") foi a canção que representou a  Suíça no Festival Eurovisão da Canção 1984, interpretada em alemão pela banda Rainy Day.
O referido tema tinha letra e música de Günther Loose (1927-2013)  e foi orquestrada por Mario Robbiani.
A canção helvética foi a 17.ª a ser interpretada na noite do festival, a seguir à canção finlandesa "Hengaillaan" interpretada por Kirka  e antes da canção italiana "I treni di Tozeur", interpretada pelo duo constituído por Alice e Franco Battiato.
Depois de terminada a votação, a canção suíça obteve 30 pontos e um modesto 16.º lugar (entre 19 países participantes).
Na canção é feita uma pergunta: De que cor é a luz do sol? O grupo pergunta-nos de que cor nós devemos pintá-lo. Dizem que existem várias cores e que o modo como vemos o mundo depende dos nossos sentimentos.

## Curiosidades
Foi a última canção composta pelo músico alemão Günther Loose.